# Psychropotes scotiae
Psychropotes scotiae is een zeekomkommer uit de familie Psychropotidae.
De wetenschappelijke naam van de soort werd in 1908 gepubliceerd door Clément Vaney.